# Наксоське герцогство
Наксоське герцогство (італ. Ducato di Nasso, грец. Δουκάτο της Νάξου), також відоме, як Егейське герцогство (італ. Ducato dell’ Egeopelagi; грец. Δουκάτον Αιγαίου) та Герцогство Архіпелагу (італ. Ducato dell'arcipelago, грец. Δουκάτο του Αρχιπελάγους)  — морська держава, створена Венеційською республікою на Кікладському архіпелазі в Егейському морі після Четвертого хрестового походу, з центром на островах Наксос та Парос. Герцогство включало в себе острови архіпелага Кіклади, окрім Міконоса та Тіноса. В 1537 році стало данником Османської імперії, і в 1579 році анексоване нею. Проте, влада християн все ще залишалось на Сіфносі (захоплений османами в 1617 році) та Тіносі (захоплений в 1715).

## Заснування
Італійські міста-держави, а особливо республіки Піза, Генуя та Венеція, були зацікавлені в островах Егейського моря задовго до Четвертого хрестового походу. В Константинополі були італійські торгові колонії, а італійські пірати часто нападали на егейські поселення в XII столітті. Після краху та розділення Візантії в 1204 році, в чому велику роль зіграли венеційці, останні отримали можливість більш ретельно лобіювати та реалізовувати свої інтереси в Егейському морі.
Герцогство Архіпелагу було створене в 1207 році венеційським аристократом Марко Санудо, учасником Четвертого хрестового походу та племінником колишнього дожа Енріко Дандоло, котрий вів венеційський флот на Константинополь. Це були незалежні дії, що не узгоджувались з латинським імператором Генріхом I Фландрським. Санудо супроводжували Маріно Дандоло, Андреа та Єремія Гізі (а також, можливо, Філокало Навігайосо). Він взяв в оренду дев'ять галер з венеційського Арсеналу, став на якір в бухті Потаміди (зараз Пиргакі) на острові Наксос і захопив майже весь острів.
Наксосці продовжували опиратись, створивши базу в центрі острова, у фортеці Апалірос. Вони здались Санудо через п'ять або шість тижнів облоги, не дивлячись на допомогу, що була надана грекам зі сторони Генуї, головного супротивника Венеції.
Після того, як весь острів був окупований в 1210 році, Санудо та його союзники захопили Мілос та решту Кікладських островів, і він проголосив себе герцогом Наксоським, або ж герцогом Архіпелагу зі штаб-квартирою у Наксосі. Він відбудував потужну фортецю та поділив острів на 56 провінцій, які він поділив як ф'єфи між лідерами своїх людей, більшість з яких мали широку автономію і, швидше за все, оплачували власні витрати самі. Навігайосо віддав своє острівне володіння імператору Генріху I та, технічно, став васалом Латинської імперії. Сам Санудо теж скоріше визнавав сюзеренітет латинян, ніж венеційців. Завойовник правив 20 років, з 1207 по 1227. Його особистими володіннями були Парос, Антипарос, Мілос, Сіфнос, Кітнос, Іос, Аморгос, Кімолос, Сікінос, Сірос та Фолегандрос.
Хрестоносці Санудо завойовували свої володіння самі, іноді в якості його васалів, як, наприклад, Маріно Дандоло на Андросі. Хоча їх усіх часто розглядають як васалів Санудо, брати Гізі, що утримували Тінос, Міконос та Північні Споради (Скіатос, Скірос, Скопелос) ніколи не визнавали сюзеренітет Санудо. Як і він, вони були прямим васалами Латинської імперії. Деякі роди, про які думали, що вони заселили острови в цей час, насправді з'явились тут пізніше, в XIV (Бароцці) або навіть XV (Кверіні) століттях. Далі на південь Кітера, утримувана Марко Веньє, та Антикітера, утримувана Якопо Віаро, обрали сюзеренітет Венеції.

## Управління, віра та економіка

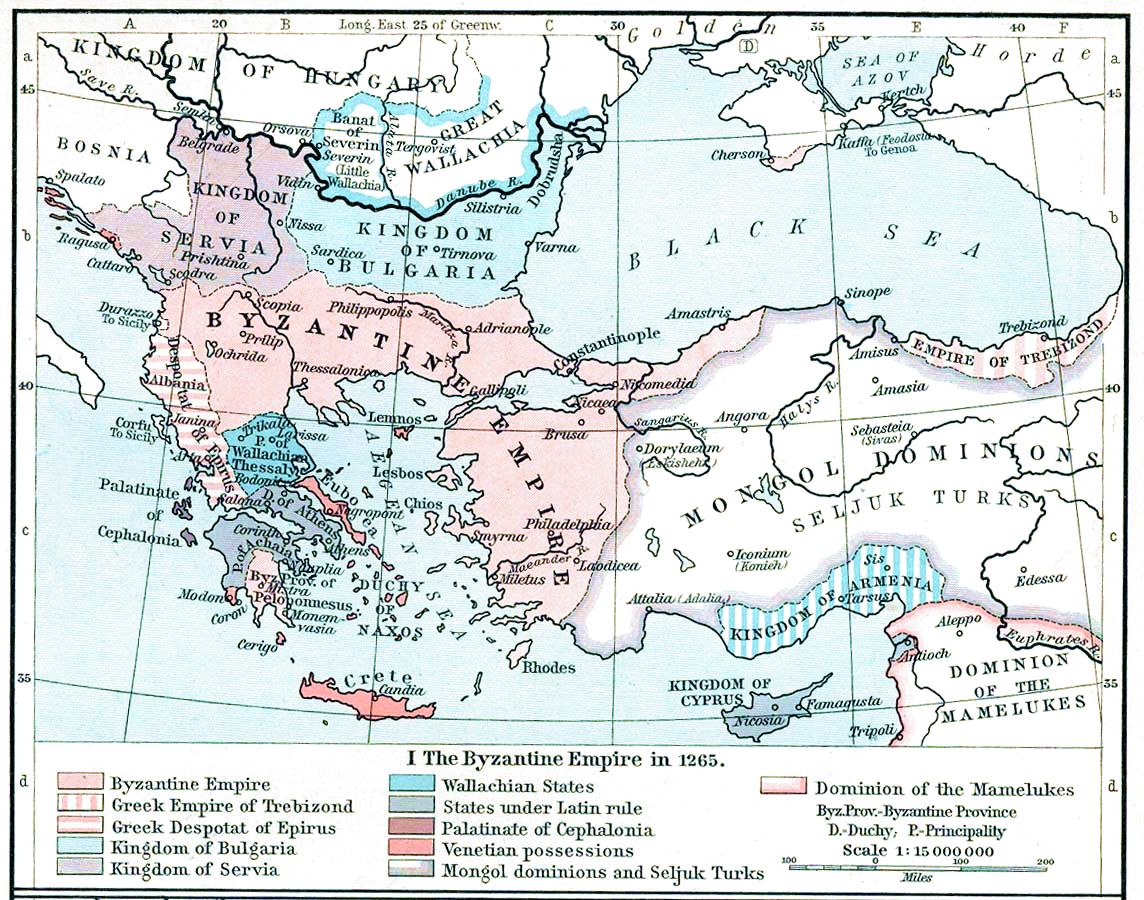
Наксоське герцогство та держави в Мореї, відірвані від Візантії, станом на 1265 рік (William R. Shepherd, Historical Atlas, 1911)

Інституція європейського феодалізму спричинила невелике нерозуміння у місцевих остров'ян, які були знайомі з правами поміщицького класу у візантійській системі проноя. Значні правові відмінності між візантійською проноєю та феодалізмом мали незначний вплив на тих, хто обробляв землю чи рибалив у водоймах в цих місцях. У більшості випадків місцеве населення відносно мирно підкорялося владі своїх нових венеційських володарів. Санудо та його наступники завбачливо дотримувались примирливого курсу щодо своїх візантійських підданих, надаючи деяким з них феоди, та тим самим прагнучи прив'язати їх до своєї династії.
Венеційнці принесли із собою католицьку віру, проте, оскільки вони були меншістю феодалів, зазвичай відсутніх на місці, то більшість населення лишалось православним. Сам Марко Санудо створив латинську архієпископію на Наксосі, але, на відміну від своїх наступників, не намагався насильно обернути грецьку православну більшість. Його дії полягали насамперед у накладенні обмежень на православне духовенство та виключенні православних християн із владних посад.
Острови мали велике значення у стратегії венеційців, завдяки їм вони тепер могли контролювати свої торгові шляхи до Анатолії та Східного Середземномор'я. Окрім забезпечення безпечних маршрутів подорожей для венеційських кораблів, вони також експортували до Венеції корунд та мармур, які видобували на Наксосі. Деякі латинські феодальні права збереглися на острові Наксос та в інших місцях до 1720 року, коли вони були скасовані османами.

## Пізніша історія

Східне Середземномор'я у 1450 році

Аннали Латинського Архіпелагу фокусуються на історіях сімей Санудо та Дандоло, Гізі, Кріспо і Соммаріпа, Веньє і Кіріні, Бароцці та Гоццадіні. Двадцять один герцог з двох династій керував Архіпелагом, як васал, в хронологічному порядку, латинських імператорів в Константинополі, Віллардуенської династії Ахейських князів, анжуйської династії Неаполітанського королівства, та, після 1418 року, Венеційської республіки.
В 1248 році герцогство номінально було надано Гільйому II де Віллардуену, князю Ахеї. В кінці XIII століття Марко II Санудо втратив більшість островів, за виключенням Наксоса та Пароса, на користь відновленої Візантійської імперії, силами якої керував адмірал італійського походження Лікаріо. Однак візантійське відродження мало нетривалий характер, оскільки імперія втратила контроль над своїми територіальними надбаннями вже у 1310 році. У 1317 році Каталонська компанія здійснила наліт на залишки герцогства; у 1383 р. родина Кріспо очолила збройне повстання та скинула спадкоємців Санудо як герцогів архіпелагу. За герцогів Кріспо суспільний порядок та землеробство занепадало, а піратство стало домінуючим.

## Занепад та османське завоювання
Останній латинський християнський герцог Якопо IV Кріспо до того, як був скинутий османським султаном Селімом II в 1566 році, уже сплачував йому данину. Призначений султаном представник, останній герцог Архіпелагу (1566—1579) був португальським євреєм (мараном) на ім'я Йосип Насі. Латинська християнська присутність залишалась на Архіпелагу і після цієї дати: родина Гоццадіні з Болоньї вижила в якості правителів Сіфноса та інших малих островів у Кікладах до 1617 року, а острів Тінос залишався венеційським до 1714 року. Гаспар Граціані, далматійський аристократ, був удостоєний титулу герцога Архіпелагу в 1616 році, але острови знову опинилися під прямим османським правлінням наприкінці 1617 року, і він став останнім, хто володів цим титулом.

## Спадок та вплив
Сьогодні на островах Кіклади, таких як Сірос і Тінос, є цілі цілі католицькі села і парафії. Також у багатьох греків з Кіклад є прізвища з чітким італо-венеційським походженням, наприклад, Венеріс, Рагусіс, Деллапортас, Дамігос тощо.

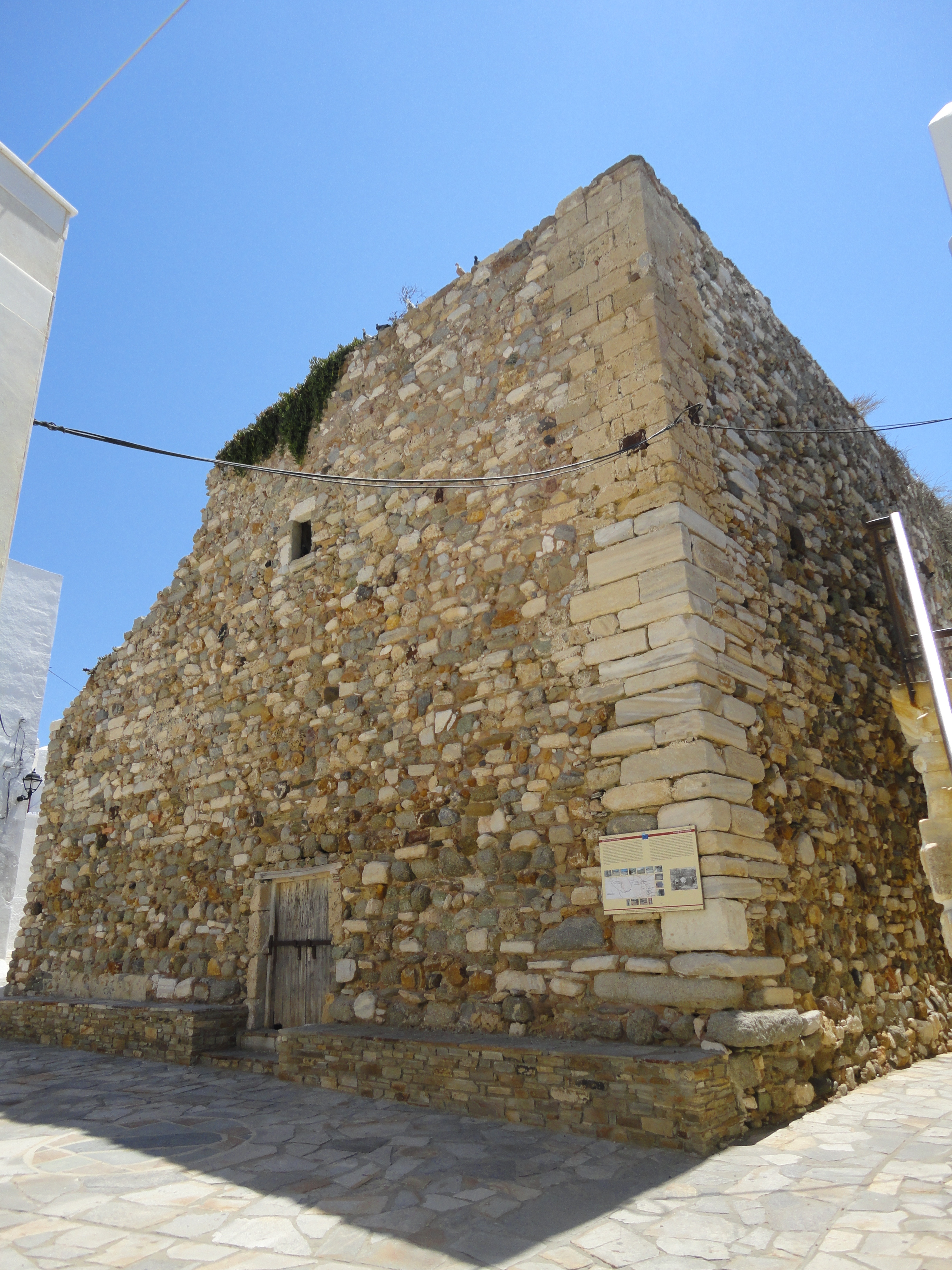
Башта Санудо, Наксос

## Герцоги Архіпелагу

### Династія Санудо
- Марко I (1207–27)
- Анжело (1227–62)
- Марко II (1262—1303)
- Гульєльмо I (1303–23)
- Ніколо I (1323–41)
- Джованні I (1341–62)
- Фьйоренца (1362–71)
- Нікколо II (1364–71)
- Нікколо III далле Карчері (1371–83)

### Династія Кріспо
- Франческо I (1383–97)
- Джакомо I (1397—1418)
- Джованні II (1418–33)
- Джакомо II (1433–47)
- Джан Джакомо (1447–53)
- Гульєльмо II (1453–63)
- Франческо II (1463)
- Джакомо III (1463–80)
- Джованні III (1480–94)

(міжцарів'я)
- Франческо III (1500–11)

(міжцарів'я)
- Джованні IV (1517–64)
- Джакомо IV (1564–66)

### Представник Османів
- Йосип Насі (1566–79)